# Веля
Ве́ля — река в Московской области России, левый приток реки Дубны.
Берёт начало в небольшом озере у деревни Ивашково Сергиево-Посадского района, устье — в 3 км выше посёлка городского типа Вербилки. На Веле расположены деревни Пальчино, Алферьево, Сихнево, Фролово, Веля, Святогорово, Псарёво.
Длина реки — 66 км (по другим данным — 62 км), площадь водосборного бассейна — 316 км. Река равнинного типа, с преимущественно снеговым питанием. Веля обычно замерзает в середине ноября, вскрывается в середине апреля:7—8.
Долина Вели живописна, в верхнем и среднем течении прихотливо извивается среди моренных холмов и кое-где образует настоящие каньоны. Однако в настоящее время река представляет интерес только в среднем течении, поскольку в нижнем течении она спрямлена каналом, по которому в начале XX века сплавляли лес для фарфорового завода в Вербилках, а в верховьях в последние годы застроена большими дачными посёлками.
В реке водятся окунь, ёрш, щука, пескарь, плотва, уклейка, лещ, голавль, серебряный карась.
Как показал ещё Н. М. Карамзин, летописная река «Влена» — это река Веля. В 1180—1181 годах на этой реке, в 40 верстах от Переяславля произошла встреча Святослава с полками Всеволода.
Притоки
(расстояние от устья)
- 23 км: река Пульмеша (п)
- 43 км: ручьи руч. Имбушка (л)
- ? км: река Киселиха (п)

## Данные водного реестра
По данным государственного водного реестра России, относится к Верхневолжскому бассейновому округу. Речной бассейн — (Верхняя) Волга до Куйбышевского водохранилища (без бассейна Оки), речной подбассейн — бассейны притоков (Верхней) Волги до Рыбинского водохранилища, водохозяйственный участок — Волга от Иваньковского гидроузла до Угличского гидроузла (Угличское водохранилище).